# Kent Condie
Kent Carl Condie (* 28. November 1936 bei Salt Lake City) ist ein US-amerikanischer Geologe und Geochemiker. Er ist emeritierter Professor für Geochemie am New Mexico Institute of Mining and Technology.
Condie begann sich für Geologie zu interessieren, als er in seiner College-Zeit  Wildwasser-Rafting-Touren auf dem Colorado River leitete. Er studierte an der University of Utah mit dem Bachelor-Abschluss 1959 und dem Master-Abschluss 1960 und wurde 1965 bei Albert Engel am Scripps Institute of Oceanography in San Diego in Geochemie promoviert (Petrology and geochemistry of the late Precambrian rocks of the northeastern Great Basin). Die Möglichkeit bei Harold Urey über den Ursprung des Mondes zu promovieren schlug er aus. 1964 wurde er Assistant Professor und später Associate Professor für Geochemie und Petrologie an der Washington University. Seit 1970 ist er Associate Professor und seit 1977 Professor für Geochemie am New Mexico Institute of Mining and Technology. 
Er befasst sich mit Geochemie von Spurenelementen und Entwicklung und Ursprung der Kontinente. Er ist für Big Data Analyse geochemischer Daten zur Rekonstruktion der Entstehung der Kruste in den ersten zwei bis drei Milliarden Jahren der Erdgeschichte bekannt. Zum Beispiel untersuchte er Grünsteingürtel des Archaikums um aus ihren Entstehungsbedingungen auf den Beginn der Plattentektonik zu schließen und er untersuchte Granite an der Grenze von Archaikum zu Proterozoikum. Nach der Untersuchung einiger ungewöhnlicher Grünsteinvorkommen in Kanada in den 1990er Jahren, die von ozeanischen Plateaubasalten aus Mantelplumes stammten befasst er sich mit der Rolle von Mantelplumes in der Erdgeschichte, worüber er 2001 eine Monographie veröffentlichte. Auch als Professor leitete er lange Jahre im Sommer Feldexkursionen (Rafting) auf den Flüssen im Südwesten der USA. Er war weltweit auf Feldexkursionen (Afrika, Westaustralien, Nordeuropa, China, Sibirien), befasste sich aber besonders intensiv mit der Geologie von Colorado und New Mexico und Südafrika (seit 1973). Condie veröffentlichte mehrere Bücher über Plattentektonik und deren Evolution, zuerst 1976 Plate tectonics and crustal evolution, das bis 1997 vier Auflagen erlebte. 
2018 erhielt er die Penrose-Medaille. 2007 wurde er Ehrendoktor der University of Pretoria. 1987 erhielt er einen Distinguished Research Award von der New Mexico Tech.

## Schriften
- Plate tectonics and crustal evolution, Pergamon Press 1976, 3. Auflage 1989, 4. Auflage Oxford: Butterworth-Heinemann 1997
- Archean greenstone belts, Elsevier 1981
- als Herausgeber: Proterozoic crustal evolution, Elsevier 1991
- als Herausgeber: Archean crustal evolution, Elsevier 1994
- mit Robert E. Sloan: Origin and Evolution of Earth: Principles of Historical Geology, 1998
- Herausgeber mit Ilmara Haapala: Precambrian granitoids : petrogenesis, geochemistry and metallogeny (Symposium Helsinki 1989), Elsevier 1991
- Mantel plumes and their record in earth history, Cambridge UP 2001
- Herausgeber mit  Keith Benn, Jean-Claude Mareschal: Archean geodynamics and environment, American Geophysical Union, Washington D.C. 2006
- Herausgeber mit Victoria Pease: When did plate tectonics begin on planet earth ?, Geological Society of America Special Paper 440, 2008 (Penrose Conference in Lander, Wyoming, 2006)
  - darin von Condie, A. Kroner: When did plate tectonics begin ? Evidence from the geological record, S. 281–294.
- Earth as an evolving planetary system, Academic Press/Elsevier 2006, 3. Auflage 2015

Einige Aufsätze:
- Episodic age of greenstones: a key to mantle dynamics ?, Geophysical Research Letters, Band 22, 1995, S. 2215–2218
- Episodic continental growth and supercontinents: a mantle avalanche connection ?, Earth and Planetary Science Letters, Band 163, 1998, S. 97–108
- Episodic continental growth models: afterthoughts and extensions, Tectonophysics, Band 322, 2000, S. 153–162
- Supercontinents and superplume events: Distinguishing signals in the geologic record, Physics of the Earth and Planetary Interiors, Band 146, 2004, S. 319–332
- TTGs and adakites: Are they both slab melts ?, Lithos, Band 80, 2005, S. 33–44, Abstract
- mit C. O’Neill, R. C. Aster: Evidence and implications of a widespread magmatic shutdown for 250 My on earth, Earth and Planetary Science Letters, Band 282, 2009, S. 294–298